# Václav Dvořák (politik)
Václav Dvořák (26. dubna 1915 Varšava – 2011) byl český a československý generál Československé lidové armády a politik, v době pražského jara a počátku normalizace státní tajemník v ministerstvu národní obrany ČSSR.

## Biografie
Byl důstojníkem Československé lidové armády. V květnu 1966 byl povýšen na generálporučíka. Tehdy působil jako náčelník vojenkohospodářské správy a náměstek předsedy Státní plánovací komise. V březnu 1968 byl navrhován na post ministra národní obrany ČSSR, ale kvůli zachování poměru mezi českými a slovenskými členy vlády získal tuto funkci Slovák Martin Dzúr.
16. ledna 1969 získal (s několikatýdenním odstupem od jmenování vlády) vládní post v československé druhé vládě Oldřicha Černíka jako státní tajemník v ministerstvu národní obrany ČSSR. Portfolio si udržel i v následující třetí vládě Oldřicha Černíka do ledna 1970.